# ارزش‌گذاری بنگاه
ارزش‌گذاری بنگاه فرایند و مجموعه‌ای از رویه‌ها است که در برآورد ارزش اقتصادی اموال مالک در یک بنگاه استفاده می‌شوند. ارزش گذاری بنگاه شامل تکنیک‌های مختلف ارزش‌گذاری است که توسط فعالان بازار مالی برای تعیین قیمتی که مایل به پرداخت یا دریافت در خرید یا فروش یک بنگاه هستند، استفاده می‌شود.
علاوه بر تخمین قیمت فروش یک بنگاه، ابزارهای ارزیابی یکسانی اغلب توسط ارزیابان برای حل و فصل اختلافات مربوط به مالیات بر دارایی و هدیه، تخصیص قیمت خرید بنگاه، ایجاد فرمولی برای برآورد ارزش استفاده می‌شود.
ارزش‌گذاری بنگاه در مقایسه با ارزش‌گذاری سهام (که در مورد محاسبه ارزش‌های نظری شرکت‌های پذیرفته شده در بورس و سهام آن‌ها برای تجارت سهام و مدیریت سرمایه‌گذاری است) دیدگاه متفاوتی دارد.

## برآورد ارزش بنگاه
ارزش گذاری بنگاه‌ها معمولاً بر اساس معیارهایی مانند پتانسیل رشد و گسترش، مدت زمان فعالیت، توانمندی تیم مدیریت، میزان درآمد فعلی و آتی و … انجام می‌شود.ارزش فعلی هر شرکت ممکن است با ارزش ذاتی، اقتصادی و سایر ارزش‌های دیگر برابر باشد
برخی از بنگاه‌ها به صورت عمومی معامله می‌شوند، به این معنی که سرمایه آنها می‌تواند توسط سرمایه گذاران در بازارهای سهام در دسترس عموم خریداری و فروخته شود. شرکت‌های سهامی عام در بازارهای سهام عمده دارای ارزش بازار به راحتی قابل محاسبه هستند که تخمین مستقیمی از ارزش بازار سهام شرکت است.
برخی از شرکت‌های سهامی عام معاملات نسبتاً کمی دارند. تعداد بسیار بیشتری از بنگاه‌ها شخصی یا خصوصی هستند، به‌طور معمول، سهام در این بنگاه‌ها (که شامل شرکت‌ها، شراکت‌ها، شرکت‌های با مسئولیت محدود و برخی دیگر از اشکال سازمانی است) به صورت خصوصی و اغلب به صورت نامنظم معامله می‌شود.